# Verenigde Staten op de Olympische Zomerspelen 2000
De Verenigde Staten namen deel aan de Olympische Zomerspelen 2000 in Sydney, Australië. Het land eindigde op de eerste plaats in het medailleklassement.

## Deelnemers en resultaten

### Atletiek
- Jerome Young
- Bryan Woodward
- Shana Williams
- Tony Washington
- Teri Tunks
- Eric Thomas
- Kellie Suttle
- Seilala Sua
- Savante Stringfellow
- Michael Stember
- Adam Setliff
- Tim Seaman
- Marla Runyan
- Amy Rudolph
- Michelle Rohl
- Nick Rogers
- Jen Rhines
- Jason Pyrah
- Connie Price-Smith
- Suzy Powell-Roos
- Dwight Phillips
- Antonio Pettigrew
- Tom Pappas
- Amy Palmer
- DeDee Nathan
- Mel Mueller
- Coby Miller
- Kevin McMahon
- Jud Logan
- Mel Lister
- Nathan Leeper
- Debbi Lawrence
- Anne Marie Lauck
- Kris Kuehl
- Rich Kenah
- Meb Keflezighi
- Curtis Johnson
- Allen Johnson
- Gabe Jennings
- Kip Janvrin
- Robert Howard
- Libbie Hickman
- Andrew Hermann
- Floyd Heard
- Brad Hauser
- Chad Harting
- Calvin Harrison
- Breaux Greer
- Adam Goucher
- Sandra Glover
- Nicole Gamble
- Suzy Favor-Hamilton
- Mark Everett
- Kenny Evans
- Dawn Ellerbe
- Philip Dunn
- Elva Dryer
- Deena Drossin-Kastor
- Pascal Dobert
- Gail Devers
- Rod DeHaven
- Lance Deal
- Walter Davis
- Karol Damon
- Shayne Culpepper
- Alan Culpepper
- Jesseca Cross
- Mark Croghan
- Sharon Couch-Jewell
- Tony Cosey
- Michelle Collins
- Curt Clausen
- Hazel Clark-Riley
- Joetta Clark-Diggs
- Christine Clark
- Chen Yueling
- LaMark Carter
- James Carter
- John Capel
- Shelia Burrell
- Dawn Burrell
- Tonja Buford-Bailey
- Lynda Blutreich
- Andy Bloom
- Kim Batten
- Charles Austin
- Erin Aldrich
- Amy Acuff
- Abdi Abdirahman
- Passion Richardson
- Nanceen Perry
- Melissa Morrison
- Chris Huffins
- John Godina
- Chryste Gaines
- Torri Edwards
- Mark Crear
- Terrence Trammell
- Adam Nelson
- Lawrence Johnson
- Alvin Harrison
- Bernard Williams
- Angelo Taylor
- Tim Montgomery
- Jearl Miles-Clark
- Brian Lewis
- Marion Jones
- Michael Johnson
- Nick Hysong
- Monique Hennagan
- Jon Drummond
- Stacy Dragila
- LaTasha Colander-Richardson
- Kenny Brokenburr
- Andrea Anderson
- Maurice Greene

### Badminton
- Kevin Han

### Basketbal

#### Mannentoernooi
- Vince Carter
- Kevin Garnett
- Vin Baker
- Ray Allen
- Shareef Abdur-Rahim
- Steve Smith
- Gary Payton
- Alonzo Mourning
- Antonio McDyess
- Jason Kidd
- Allan Houston
- Tim Hardaway

#### Vrouwentoernooi
- Kara Wolters
- Natalie Williams
- Sheryl Swoopes
- Dawn Staley
- Katie Smith
- Ruthie Bolton-Holifield
- DeLisha Milton-Jones
- Nikki McCray
- Lisa Leslie
- Chamique Holdsclaw
- Yolanda Griffith
- Teresa Edwards

### Beachvolleybal
- Kevin Wong
- Holly McPeak
- Misty May-Treanor
- Jenny Johnson Jordan
- Rob Heidger
- Annett Davis
- Eric Fonoimoana
- Dain Blanton

### Boksen
- Brian Viloria
- José Navarro
- Jeff Lacy
- David Jackson
- Dante Craig
- Calvin Brock
- Michael Bennett
- Olanda Anderson
- Clarence Vinson
- Jermain Taylor
- Ricardo Williams
- Rocky Juárez

### Boogschieten
- Karen Scavotto
- Denise Parker
- Janet Dykman
- Rod White
- Butch Johnson
- Vic Wunderle

### Gewichtheffen
- Cara Heads-Lane
- Shane Hamman
- Robin Goad
- Oscar Chaplin
- Cheryl Haworth
- Tara Nott-Cunningham

### Gymnastiek
- Jennifer Parilla
- Blaine Wilson
- Sean Townsend
- John Roethlisberger
- Stephen McCain
- Paul Hamm
- Morgan Hamm
- Tasha Schwikert-Warren
- Elise Ray
- Kristen Maloney
- Dominique Dawes
- Jamie Dantzscher
- Amy Chow

### Honkbal

#### Mannentoernooi
- Tim Young
- Ernie Young
- Todd Williams
- Brad Wilkerson
- Ben Sheets
- Bobby Seay
- Anthony Sanders
- Jon Rauch
- Roy Oswalt
- Mike Neill
- Doug Mientkiewicz
- Rick Krivda
- Mike Kinkade
- Marcus Jensen
- Shane Heams
- Chris George
- Ryan Franklin
- Adam Everett
- Travis Dawkins
- John Cotton
- Sean Burroughs
- Pat Borders
- Kurt Ainsworth
- Brent Abernathy

### Judo
- Hillary Wolf
- Ellen Wilson
- Amy Tong
- Celita Schutz
- Colleen Rosensteel
- Jimmy Pedro
- Alex Ottiano
- Brian Olson
- Jason Morris
- Lauren Meece
- Ato Hand
- Brandan Greczkowski
- Martin Boonzaayer
- Sandy Bacher

### Kanovaren
- Matt Taylor
- Scott Shipley
- Ángel Párez
- Peter Newton
- John Mooney
- Cliff Meidl
- Jordan Malloch
- Stein Jorgensen
- Tamara Jenkins
- Davey Hearn
- Lecky Haller
- Rebecca Giddens
- Kathy Colin
- Philippe Boccara

### Moderne vijfkamp
- Chad Senior
- Velizar Iliev
- Mary Beth Iagorashvili
- Emily deRiel

### Paardensport
- Laura Kraut
- Lauren Hough
- Margie Goldstein-Engle
- Nona Garson
- Robert Costello
- Julie Black-Burns Richards
- Linden Wiesman
- Christine Traurig
- Guenter Seidel
- Karen Lende O'Connor
- Nina Fout
- Robert Dover
- Susan Blinks
- David O'Connor

### Roeien
- Mike Wherley
- Jake Wetzel
- Thomas Welsh
- Bryan Volpenhein
- Steve Tucker
- Monica Tranel Michini
- Paul Teti
- Don Smith
- Carol Skricki
- Dave Simon
- Raj Shah
- Marc Schneider
- Kelly Salchow
- Greg Ruckman
- Nick Peterson
- Henry Nuzum
- Lianne Nelson
- Eric Mueller
- Wolf Moser
- Linda Miller
- Garrett Miller
- Ian McGowan
- Betsy McCagg
- Amy Martin
- Katie Maloney
- Jamie Koven
- Laurel Korholz
- Jeff Klepacki
- Bob Kaehler
- Sarah Jones
- Sean Hall
- Conal Groom
- Hilary Gehman
- Amy Fuller
- Torrey Folk
- Mike Ferry
- Jennifer Dore
- Ruth Davidon
- Porter Collins
- Pete Cipollone
- Tom Auth
- Chris Ahrens
- Missy Schwen-Ryan
- Karen Kraft
- Sarah Garner
- Christine Collins
- Ted Murphy
- Sebastian Bea

### Schermen
- Iris Zimmermann
- Felicia Zimmermann
- Arlene Stevens
- Akhi Spencer-El
- Keeth Smart
- Ann Marsh
- Tamir Bloom
- Cliff Bayer

### Schietsport
- Tom Tamas
- Daryl Szarenski
- Beki Snyder
- Cindy Shenberger
- Michael Schmidt, Jr.
- Adam Saathoff
- Jason Parker
- Melissa Mulloy
- John McNally
- Josh Lakatos
- Bill Keever
- Thrine Kane
- Ken Johnson
- Cindy Gentry
- Jean Foster
- Glenn Eller
- Glenn Dubis
- Michael Douglass
- Jayme Dickman
- Lance Dement
- Bill Demarest
- Christina Cassidy
- Janine Bowman
- Lance Bade
- Mike Anti
- Kim Rhode
- Todd Graves
- Nancy Napolski-Johnson

### Schoonspringen
- Mark Ruiz
- Sara Reiling-Hildebrand
- David Pichler
- Jenny Keim
- Troy Dumais
- Michelle Davison
- Laura Wilkinson

### Softbal

#### Vrouwentoernooi
- Christa Williams
- Michelle Venturella
- Michele Smith
- Dot Richardson
- Leah O'Brien-Amico
- Stacey Nuveman
- Jennifer McFalls
- Danielle Henderson
- Lori Harrigan
- Lisa Fernandez
- Sheila Cornell-Douty
- Crystl Bustos
- Jennifer Brundage
- Laura Berg
- Christie Ambrosi

### Synchroonzwemmen
- Kim Wurzel
- Heather Pease-Olson
- Tuesday Middaugh
- Elicia Marshall
- Kristina Lum
- Anna Kozlova
- Bridget Finn
- Tammy Cleland-McGregor
- Carrie Barton

### Taekwondo
- Kay Poe
- Juan Miguel Moreno
- Barbara Kunkel
- Steven Lopez

### Tafeltennis
- David Zhuang
- Todd Sweeris
- Khoa Dinh Nguyen
- Jun Gao
- Jasna Fazlić
- Michelle Do
- Yinghua Cheng
- Tawny Banh

### Tennis
- Jeff Tarango
- Vince Spadea
- Jared Palmer
- Alex O'Brien
- Todd Martin
- Lindsay Davenport
- Michael Chang
- Monica Seles
- Serena Williams
- Venus Williams

### Triatlon
- Joanna Zeiger
- Sheila Taormina
- Nick Radkewich
- Hunter Kemper
- Jennifer Gutierrez
- Ryan Bolton

### Voetbal

#### Mannentoernooi
- Josh Wolff
- Evan Whitfield
- Pete Vagenas
- Ben Olsen
- John O'Brien
- Chad McCarty
- Frankie Hejduk
- Brad Friedel
- Brian Dunseth
- Landon Donovan
- Joey DiGiamarino
- Ramiro Corrales
- Conor Casey
- Danny Califf
- Chris Albright
- Jeff Agoos

#### Vrouwentoernooi
- Sasha Victorine
- Kate Sobrero-Markgraf
- Nikki Serlenga
- Christie Pearce-Rampone
- Cindy Parlow
- Siri Mullinix
- Tiffeny Milbrett
- Shannon MacMillan
- Kristine Lilly
- Mia Hamm
- Julie Foudy
- Joy Fawcett
- Lorrie Fair
- Brandi Chastain

### Volleybal

#### Mannentoernooi
- Andy Witt
- Erik Sullivan
- George Roumain
- Jeff Nygaard
- Ryan Millar
- Chip McCaw
- Dan Landry
- Mike Lambert
- John Hyden
- Tom Hoff
- Kevin Barnett
- Lloy Ball

#### Vrouwentoernooi
- Allison Weston
- Logan Tom
- Kerri Walsh-Jennings
- Charlene Tagaloa
- Stacy Sykora
- Danielle Scott-Arruda
- Demetria Sance
- Sarah Noriega
- Robyn Ah Mow-Santos
- Tara Cross-Battle
- Heather Bown
- Mickisha Hurley

### Waterpolo

#### Mannentoernooi
- Wolf Wigo
- Brad Schumacher
- Chris Oeding
- Sean Nolan
- Robert Lynn
- Sean Kern
- Chris Humbert
- Dan Hackett
- Ryan Bailey
- Tony Azevedo
- Gavin Arroyo
- Chi Kredell
- Kyle Kopp

#### Vrouwentoernooi
- Brenda Villa
- Julie Swail-Ertel
- Coralie Simmons
- Kathy Sheehy
- Heather Petri
- Nicolle Payne
- Bernice Orwig
- Mo O'Toole
- Heather Moody
- Ericka Lorenz
- Courtney Johnson
- Ellen Estes
- Robin Beauregard

### Wielersport
- Chris Witty
- Christian Vande Velde
- Ann Trombley
- Fred Rodriguez
- Tommy Mulkey
- Erin Mirabella
- Ruthie Matthes
- Tanya Lindenmuth
- Karen Kurreck
- Tinker Juarez
- George Hincapie
- Erin Hartwell
- Tyler Hamilton
- Mariano Friedick
- Nicole Freedman
- Alison Dunlap
- Antonio Cruz
- Jonas Carney
- J'me Carney
- Travis Brown
- Derek Bouchard-Hall
- Johnny Bairos
- Chelly Arrue
- Lance Armstrong
- Mari Holden
- Marty Nothstein

### Worstelen
- Heath Sims
- Kerry McCoy
- Steven Mays
- Cary Kolat
- Jim Gruenwald
- Melvin Douglas
- Quincey Clark
- Charles Burton
- Kevin Bracken
- Lincoln McIlravy
- Garrett Lowney
- Terry Brands
- Matt Lindland
- Sammie Henson
- Brandon Slay
- Rulon Gardner

### Zeilen
- Russ Silvestri
- Charlie Ogletree
- John Myrdal
- Jeff Madrigali
- John Lovell
- Hartwell Jordan
- Craig Healy
- Mike Gebhardt
- Carrie Butler-Beashel
- Courtenay Becker-Dey
- Jonathan McKee
- Charlie McKee
- Bob Merrick
- JJ Isler
- Pease Glaser
- Paul Foerster
- Mark Reynolds
- Magnus Liljedahl

### Zwemmen
- Kyle Salyards
- Gabrielle Rose
- Michael Phelps
- Rada Owen
- Maddy Crippen
- Pat Calhoun
- Amanda Adkins
- Tom Wilkens
- Chris Thompson
- Cristina Teuscher
- Kaitlin Sandeno
- Amanda Beard
- Erik Vendt
- Scott Tucker
- Jamie Rauch
- Aaron Peirsol
- Kristy Kowal
- Scott Goldblatt
- Nate Dusing
- Chad Carvin
- Julia Stowers
- Staciana Stitts
- Erin Phenix
- Tom Malchow
- Misty Hyman
- Tommy Hannan
- Ian Crocker
- Kim Black
- Lindsay Benko
- B. J. Bedford
- Sam Arsenault
- Klete Keller
- Josh Davis
- Neil Walker
- Diana Munz
- Ed Moses
- Jason Lezak
- Anthony Ervin
- Tom Dolan
- Amy Van Dyken
- Ashley Tappin
- Courtney Shealy
- Megan Quann-Jendrick
- Brooke Bennett
- Lenny Krayzelburg
- Gary Hall, Jr.
- Jenny Thompson
- Dara Torres

Albanië · Algerije · Amerikaanse Maagdeneilanden · Amerikaans-Samoa · Andorra · Angola · Antigua en Barbuda · Argentinië · Armenië · Aruba · Australië · Azerbeidzjan · Bahama's · Bahrein · Bangladesh · Barbados · België · Belize · Benin · Bermuda · Bhutan · Bolivia · Bosnië en Herzegovina · Botswana · Brazilië · Britse Maagdeneilanden · Brunei · Bulgarije · Burkina Faso · Burundi · Cambodja · Canada · Centraal-Afrikaanse Republiek · Chili · China · Chinees Taipei · Colombia · Comoren · Congo-Brazzaville · Congo-Kinshasa · Cookeilanden · Costa Rica · Cuba · Cyprus · Denemarken · Djibouti · Dominica · Dominicaanse Republiek · Duitsland · Ecuador · Egypte · El Salvador · Equatoriaal-Guinea · Eritrea · Estland · Ethiopië · Fiji · Filipijnen · Finland · Frankrijk · Gabon · Gambia · Georgië · Ghana · Grenada · Griekenland · Groot-Brittannië · Guam · Guatemala · Guinee · Guinee‑Bissau · Guyana · Haïti · Honduras · Hongarije · Hongkong · Ierland · IJsland · India · Indonesië · Irak · Iran · Israël · Italië · Ivoorkust · Jamaica · Japan · Jemen · Joegoslavië · Jordanië · Kaaimaneilanden · Kaapverdië · Kameroen · Kazachstan · Kenia · Kirgizië · Koeweit · Kroatië · Laos · Lesotho · Letland · Libanon · Liberia · Libië · Liechtenstein · Litouwen · Luxemburg · Macedonië · Madagaskar · Malawi · Malediven · Maleisië · Mali · Malta · Marokko · Mauritanië · Mauritius · Mexico · Micronesië · Moldavië · Monaco · Mongolië · Mozambique · Myanmar · Namibië · Nauru · Nederland · Nederlandse Antillen · Nepal · Nicaragua · Nieuw-Zeeland · Niger · Nigeria · Noord-Korea · Noorwegen · Oeganda · Oekraïne · Oezbekistan · Oman · Oostenrijk · Pakistan · Palau · Palestina · Panama · Papoea-Nieuw-Guinea · Paraguay · Peru · Polen · Portugal · Puerto Rico · Qatar · Roemenië · Rusland · Rwanda · Saint Kitts en Nevis · Saint Lucia · Saint Vincent en Grenadines · Salomonseilanden · Samoa · San Marino ·  Sao Tomé en Principe · Saoedi-Arabië · Senegal · Seychellen · Sierra Leone · Singapore · Slovenië · Slowakije · Soedan · Somalië · Spanje · Sri Lanka · Suriname · Swaziland · Syrië · Tadzjikistan · Tanzania · Thailand · Togo · Tonga · Trinidad en Tobago · Tsjaad · Tsjechië · Tunesië · Turkije · Turkmenistan · Uruguay · Vanuatu · Venezuela · Verenigde Arabische Emiraten · Verenigde Staten · Vietnam · Wit-Rusland · Zambia · Zimbabwe · Zuid-Afrika · Zuid-Korea · Zweden · Zwitserland · Individuele olympische atleten